# Питомник (Новосибірська область)
Питомник (рос. Питомник) — селище у Купинському районі Новосибірської області Російської Федерації.
Входить до складу муніципального утворення Стеклянська сільрада. Населення становить 0 осіб (2010).

## Історія
Згідно із законом від 2 червня 2004 року органом місцевого самоврядування є Стеклянська сільрада.

## Населення
| 2002 | 2007 | 2010 |
| ---- | ---- | ---- |
| 22   | ↘6   | ↘0   |